# La Politique culturelle des émotions
 (décembre 2023).
 (décembre 2023).
La mise en forme du texte ne suit pas les recommandations de Wikipédia : il faut le « wikifier ».
Les points d'amélioration suivants sont les cas les plus fréquents :
- Les titres sont pré-formatés par le logiciel. Ils ne sont ni en capitales, ni en gras.
- Le texte ne doit pas être écrit en capitales (les noms de famille non plus), ni en gras, ni en italique, ni en « petit »…
- Le gras n'est utilisé que pour surligner le titre de l'article dans l'introduction, une seule fois.
- L'italique est rarement utilisé : mots en langue étrangère, titres d'œuvres, noms de bateaux, etc.
- Les citations ne sont pas en italique mais en corps de texte normal. Elles sont entourées par des guillemets français : « et ».
- Les listes à puces sont à éviter, des paragraphes rédigés étant largement préférés. Les tableaux sont à réserver à la présentation de données structurées (résultats, etc.).
- Les appels de note de bas de page (petits chiffres en exposant, introduits par l'outil «  Source ») sont à placer entre la fin de phrase et le point final[comme ça].
- Les liens internes (vers d'autres articles de Wikipédia) sont à choisir avec parcimonie. Créez des liens vers des articles approfondissant le sujet. Les termes génériques sans rapport avec le sujet sont à éviter, ainsi que les répétitions de liens vers un même terme.
- Les liens externes sont à placer uniquement dans une section « Liens externes », à la fin de l'article. Ces liens sont à choisir avec parcimonie suivant les règles définies. Si un lien sert de source à l'article, son insertion dans le texte est à faire par les notes de bas de page.
- La présentation des références doit suivre les conventions bibliographiques. Il est recommandé d'utiliser les modèles {{Ouvrage}}, {{Chapitre}}, {{Article}}, {{Lien web}} et/ou {{Bibliographie}}. Le mode d'édition visuel peut mettre en forme automatiquement les références.
- Insérer une infobox (cadre d'informations à droite) n'est pas obligatoire pour parachever la mise en page.

Pour une aide détaillée, merci de consulter Aide:Wikification.
Si vous pensez que ces points ont été résolus, vous pouvez retirer ce bandeau et améliorer la mise en forme d'un autre article.
 (décembre 2023).
La Politique culturelle des émotions (The Cultural Politics of Emotion) est un essai écrit par l’universitaire Sarah Ahmed. Paru en 2004 chez Edinburgh University Press et Routledge, cet essai présente une théorie qui cherche à comprendre les liens entre émotions, discours et corps. C’est dans cet ouvrage que Ahmed développe la notion d’émotion politique.

## Champ théorique
Partant d’un point de vue intersectionnel, l’œuvre s’inscrit dans le champ des études de genre, des études culturelles, de la sociologie, de la psychologie et de la philosophie. Sa perspective est anti raciste, décoloniale et féministe. Ahmed situe son féminisme comme pouvant dialoguer avec le post-modernisme et non simplement y répondre. C’est une idée qu’elle développe plus particulièrement dans son œuvre « Differences that matter », publié en 1998 par Cambridge University Press.

## Résumé
Cet essai de Sarah Ahmed propose la théorie de la politique culturelle des émotions. Plutôt que de chercher à définir ce que sont les émotions, elle tente d’observer ce qu’elles font. Elle se penche sur les effets politiques produits par celles-ci. Les émotions existeraient au sein de structures qui produisent du pouvoir. Elles ne seraient pas simplement des états psychologiques, mais plutôt des pratiques sociales et culturelles. Celles-ci auraient autant d’effets politiques que d’autres phénomènes politiques comme les discours, par exemple. La politique culturelle des émotions participe à créer l’idée d’une identité nationale. C’est de ce principe que découle l’exclusion sociale de certains corps au profit d’autres
L’autrice propose un nouveau récit des émotions et une nouvelle manière de conceptualiser notre rapport quotidien à celles-ci. Selon Ahmed, les émotions sont relationnelles puisqu’elles sont formées lorsque mises en contact avec différentes images et représentations. Cette  « zone de contact » permet aux émotions de se matérialiser et d’ensuite produire du sens.  Elle considère que les émotions sont vécues à travers le corps et modelées par les discours. Le lien entre ces deux éléments est le fait qu’il y a une interprétation émotionnelle des sensations.
À travers huit chapitres, Ahmed démontre les effets politiques de différentes émotions. L’essai se penche sur les enjeux liés au terrorisme, à l’immigration, à la réconciliation et à la réparation notamment. Ahmed y postule que le concept d’émotion politique serait un élément clé de la résistance politique queer.

## Concepts clés

### Émotion
Ahmed part du principe selon lequel les émotions sont des phénomènes qui ne sont pas simplement psychologiques. Les émotions sont productives et forment les individus au sein des collectivités. Toutes les formes de sensations ou d’impression résultent de phénomènes sociaux, même celles qui semblent banales.Ahmed considère que les émotions viennent de l’extérieur et migrent vers l’intérieur, et non l’inverse.

### Langage
Le langage est représenté par les discours qui créent les réalités matérielles. Dans le cadre de son essai, Ahmed considère que les discours véhiculent l’expression des émotions. Lié à la notion de la performativité, le discours crée la réalité qu’il prétend représenter. C’est la réception émotionnelle de ces discours qui détermine comment les corps sont perçus socialement.

### Corps
Ahmed fait allusion aux surfaces et à la peau pour distinguer les corps les uns des autres. Les sensations sont ce qui régit les contacts et relations entre les corps.C’est à travers le principe de surface qu’elle précise comment se matérialisent les émotions au sein des corps.

### Stickiness
Le principe du stickiness, ou caractère de ce qui est collant, est lié à l’émotion du dégoût. Pour comprendre cette émotion, il faut concevoir le contact entre les objets et corps. Il s’agit d’une part de ce qui permet de coller deux choses ensemble et de l’autre, ce qui colle à nous. C’est ce deuxième élément qui est perçu comme dégoûtant. Ahmed fait usage de ce terme pour démontrer en quoi le dégoût « colle » aux corps racisés, plus précisément aux corps des personnes pouvant être étiquetées comme « terroristes » à la suite des attaques du 11 septembre 2001.

### Performativité
Dans une perspective similaire à celle de Butler, selon Ahmed, la performativité s’exprime par la répétition d’un même acte. Ce serait l’acte par lequel le discours crée le sujet qu’il prétend représenter. Il s’agit d’un cycle qui s’autolégitime. En percevant une personne comme détestable, le sujet se met à le détester, ce qui permet de légitimer l’existence de la haine initiale. Les émotions seraient donc performatives selon elle.

### Intensification
L’intensification pour Ahmed fait référence à ce que Judith Butler appelle la matérialisation. Ce serait par l’intensification des émotions que les corps, mondes et frontières sont produits.

## Chapitres

### I. La douleur
Les discours entourant la douleur créent des distinctions entre les différents corps. La douleur ne serait pas une expérience uniquement individuelle puisqu’elle est évoquée dans le discours public. Ahmed introduit ici la notion d’altérité. Le fait de pouvoir partager la douleur d’une autre personne à travers un sentiment de tristesse identifie cette dernière comme étant autre, l’objet de notre tristesse externe à nous. La souffrance de l’autre est réappropriée et neutralisée lorsqu’on éprouve de la tristesse externe.

### II. La haine
La haine façonne les corps de manière à créer des sujets en réaction aux discours sur la douleur. Ahmed présente l’exemple des sujets blancs qui déterminent la menace imaginée des sujets racisés comme venant mettre en danger la sécurité de la nation.Les sujets blancs justifient donc leur haine de l’autre à travers l’amour de la nation et la mise en péril de celle-ci. La haine donne lieu à un processus d’altérisation de l’autre. Ceci contribue à la construction d’une identité nationale.

### III. La peur
Les émotions ont des impacts sur les corps puisqu’elles déterminent comment ceux-ci seront perçus. L’objet de la peur est déterminé par la personne qui le déclare. Ahmed part de l’exemple des personnes blanches qui disent craindre les personnes noires.  En proclamant sa peur, la personne blanche objectifie la personne noire.L’évocation de la peur est instrumentalisée pour justifier la haine. Les discours de peur déterminent les relations entre les corps et produisent les différences entre leur surface.

### IV. Le dégoût
La détermination de ce qui est dégoûtant entend une classification entre bon ou mauvais. Ahmed précise qu’il y a une association entre ce qui est mauvais et ce qui est étrange ou autre. Ce sentiment de dégoût est produit par des idées préconçues qu’on se fait d’une impression de ce qui est considéré autre. Ahmed observe le lien entre objet et sujet dans ce qui est qualifié de  dégoûtant. Le chapitre aborde les réponses aux attaques terroristes du 11 septembre 2001. L’autrice explique en quoi on peut y observer un rapport au dégoût. Elle introduit le principe du « stickiness » ou caractère collant. Elle aborde la question de la performativité du dégoût et l’impact que ceci a sur la différenciation entre les corps.

### V. La honte
Ahmed aborde ici les questions de l’appartenance, de l’identité et de la honte nationale.  Le chapitre permet d’observer en quoi les politiques collectives de honte influent sur les discours de réconciliation spécifiquement dans le contexte australien. Ahmed distingue la honte de la culpabilité et tente de comprendre en quoi ces émotions peuvent influer sur les corps. La relation entre la souffrance autochtone et la honte nationale serait un élément clé qui permettrait la réconciliation et la possibilité d’un « vivre ensemble », assuré par la reconnaissance des violences du passé. Ce sentiment collectif permettrait de construire une identité nationale. La honte pourrait donc avoir une fonction reproductive. Elle mentionne toutefois qu’il y a des limites aux expressions de honte nationale. La présentation d’excuses aux personnes autochtones et l’expression de la honte comme moyen de parvenir à la fierté nationale posent la question à savoir quels corps peuvent atteindre cette fierté.

### VI. L’amour
Ahmed considère qu’il y a un élément politique au fait de pouvoir agir au nom de l’amour. Elle retrace l’impact culturel de l’usage de l’ « amour » au sein des discours fascistes. L’usage de l’amour serait la propriété de certains sujets aux dépens d’autres sujets subalternes. Le chapitre démontre en quoi l’amour devient un moyen d’alignement au collectif  par l’identification à un idéal. À travers l’exemple du nationalisme blanc, Ahmed explique que la notion d’amour est instrumentalisée pour légitimer des politiques racistes d’exclusion. Les discours d’amour et de haine sont mobilisés pour légitimer la protection de la famille blanche. Celle-ci serait mise en péril par l’illusion d’une menace raciale. Ahmed mobilise la pensée de Freud pour distinguer les différents types d’amour.

### VII. Les sentiments queers
À la lumière des chapitres précédents concernant la peur, l’amour et la honte, Ahmed explique que les corps queers considérés comme sujets autres remettent en doute l’idéal social.D’évoquer le rapport à la famille comme moyen nécessaire pour la reproduction de la vie serait une manière de légitimer la haine envers ce qui diverge de cette norme. L’hétéronormativité est donc représentée de manière répétitive pour encadrer ce que les corps peuvent faire ou non. Ahmed s’intéresse à la question du confort/de l’inconfort  en lien avec les normes et aborde la notion de la fatigue des sujets queer devant sans cesse repousser cette pression à adhérer à ces normes. Le confort est donc possible seulement pour les sujets qui se conforment à l’espace normatif c’est-à-dire, les personnes hétérosexuelles.

### VIII. Les attachements féministes
Les revendications féministes sont présentées comme étant émotionnelles et hostiles.Cette association de l’émotivité à la féminité donne lieu à une hiérarchie des sujets dans laquelle on oppose la raison à l’émotion. Le chapitre permet de comprendre en quoi les émotions liées au féminisme sont politiques.

## Éditions
L’œuvre a été rééditée une douzaine de fois dont une fois traduite en turc en 2015 et une autre en espagnol en 2017. L’essai n’a pas encore été publié en français.

### Référence
1. ↑  Sara Ahmed, Differences that Matter, Cambridge University Press, 26 novembre 1998 (ISBN 978-0-521-59225-3, 978-0-521-59761-6 et 978-0-511-48938-9, lire en ligne)
2. 1 2 3  « Keeping the lights on: Post-apocalyptic narrative, social critique, and the cultural politics of emotion - ProQuest », sur www.proquest.com (consulté le 3 décembre 2023)
3. ↑  Fanny Gravel-Patry, « Meaning, Feeling, Doing: Affective Image Operations and Feminist Literatures of Care on Instagram », electronic book review,‎ 2020 (DOI 10.7273/DZ99-V904, lire en ligne, consulté le 3 décembre 2023)
4. ↑  (en) McMahon, John, « Feeling political: Affect, emotion and ethics in western political theory », ProQuest,‎ 2016 (lire en ligne)
5. 1 2 3 4 5 6 7 8  (en) Sara Ahmed, « Collective Feelings: Or, the Impressions Left by Others », Theory, Culture & Society, vol. 21, no 2,‎ avril 2004, p. 25–42 (ISSN 0263-2764 et 1460-3616, DOI 10.1177/0263276404042133, lire en ligne, consulté le 3 décembre 2023)
6. ↑  Ahmed, Sara., « The Cultural Politics of Emotion », sur ebookcentral.proquest.com, Edinburgh University Press, 2014 (consulté le 3 décembre 2023)
7. ↑  Amélie Bescont et Lucile Richard, « Judith Butler : une politique du sensible », Raisons politiques, vol. N°76, no 4,‎ 2019, p. 5 (ISSN 1291-1941 et 1950-6708, DOI 10.3917/rai.076.0005, lire en ligne, consulté le 3 décembre 2023)
8. ↑  (en) Ahmed, Sarah., « The Cultural Politics of Emotion », Pro Quest, Edinburgh University Press,‎ 2014
9. 1 2  Sara Ahmed, The Cultural Politics of Emotion, Edinburgh University Press, 31 décembre 2014 (ISBN 978-0-7486-9114-2, lire en ligne)
10. 1 2 3 4 5 6 7 8 9 10 11 12 13 14 15 16 17 18 19 20  Sara Ahmed, The cultural politics of emotion, Edinburgh University Press, 2014 (ISBN 978-0-7486-9114-2 et 978-0-7486-9113-5)
11. ↑  (en) Susan Ruddick, « The Politics of Affect: Spinoza in the Work of Negri and Deleuze », Theory, Culture & Society, vol. 27, no 4,‎ juillet 2010, p. 21–45 (ISSN 0263-2764 et 1460-3616, DOI 10.1177/0263276410372235, lire en ligne, consulté le 3 décembre 2023)